# Beagle (kanal)
Beagle je morski kanal u otočju Ognjena zemlja (špa. Tierra del Fuego), na jugu Južne Amerike. 
Kanal Beagle odvaja Veliki otok Ognjene zemlje (španjol. Isla Grande de Tierra del Fuego) na sjeveru, od otoka Picton, Lennox i Nueva, Navarino, Hoste, Londonderry, otočja Stewart i brojnih manjih otočića na jugu. Istočni dio kanal je ujedno i granica između Čilea i Argentine, dok je zapadni dio kanala unutar teritorija Čilea. Na zapadnom kraju kanal nalazi se morski prolaz Darwin koja ga spaja s Tihim oceanom, a na istočnom kraju kanala otok Neuva, koja ga dijeli od Atlantskog oceana.
Kanal je dug 240 km, a na najužoj točki širok je oko 5 km. Najveća naselja uz kanal su 
Ushuaia u Argentini, te Puerto Williams u Čileu, koji su ujedno i najjužnija naselja na svijetu. 
Kanal je nazvan prema brodu HMS Beagle.